# Даша (порнографска актриса)
Даша (на английски: Dasha) е артистичен псевдоним на чешката порнографска актриса Дагмар Козелкова (Dagmar Kozelkova).

## Биография и кариера
Родена е на 21 ноември 1976 г. в град Бърно, Южноморавски край, Чехословакия, днешна Чехия.
Занимава се със синхронно плуване и спортни танци. Завършва гимназия през 1995 г., след което работи като сервитьорка. През 1996 г. напуска Чехия и се установява в САЩ. Първо работи като камериерка, а след това е танцьорка в продължение на една година в клуб в Ориндж Каунти.
Дебютира като актриса в порнографската индустрия през 1999 г. с филма „Развален английски“ на компанията „Вивид Ентъртейнмънт“.
Участва във видеоклипоете на песните „Music“ на Мадона, „Change (In the House of Flies)“ и „White Pony“ на Дефтоунс.
Даша, Кира Кинър и Тера Патрик са на корицата на броя за месец март 2002 г. на американското издание на списание „Плейбой“, като е публикувана в същия брой на списанието и фотосесия с тях и с други порноактриси.

## Награди и номинации
Номинации
- 2004: Номинация за AVN награда за най-добра актриса (филм).[7]
- 2005: Номинация за AVN награда за най-добра поддържаща актриса (филм) – „Осмият грях“.[8][9]
- 2007: Номинация за AVN награда за най-добра поддържаща актриса (филм).[8][9]